# Netrocoryne
Netrocoryne es un género de lepidópteros ditrisios de la subfamilia Pyrginae  dentro de la familia Hesperiidae.

## Especies
- Netrocoryne repanda
- Netrocoryne thaddeus